# Marko Gudurić
Marko Gudurić (em sérvio:  Марко Гудурић, (Priboj, 8 de março de 1995) é um basquetebolista profissional sérvio que atualmente joga pelo Fenerbahçe que disputa a BSL (Turquia) e a Euroliga . Ele também defende a Seleção Sérvia em competições internacionais.